# Unidades irregulares armenias
Las unidades irregulares armenias (milicia armenia, partisanos armenios o Chetes armenios), mejor conocidos por los armenios, en armenio como Fedayín (Ֆէտայի), son las guerrillas armenias que lucharon contra el Imperio Otomano antes, después y durante la Primera Guerra Mundial.

## Orígenes en el Imperio otomano

### Era de Abdul Hamid II
El término "Fedayín" fue usado en un primer momento por el Imperio otomano, aunque antes lo habían utilizado algunos grupos de luchadores árabes. Los armenios, al igual que otras minorías como griegos y asirios, fueron perseguidos por el Sultán Abdul Hamid II. No poseían los mismos derechos que los turcos y demás ciudadanos del Imperio debido a su religión y a la desconfianza que Abdul Hamid II sentía por ellos. Con frecuencia, tropas del Sultán asaltaban pueblos armenios y asesinaban a sus ciudadanos.
Estas circunstancias y el hecho de que Armenia estaba todavía bajo dominio del Imperio otomano incitaron a grupos de armenios a formar organizaciones guerrilleras, llamando fedayína este tipo de guerrilleros.
El objetivo principal de los fedayín era defender a los aldeanos armenios de la persecución y, al mismo tiempo, interrumpir las acciones del Imperio otomano en las regiones pobladas por armenios. Sin embargo, su objetivo final era siempre ganar la autonomía armenia (apoyada por el partido Armenakan) o la independencia (partidos como Dashnak y Hunchak) según su ideología y grado de opresión sufrida por la población armenia. Esto se ve en el lema de Dashnak "Azadoutioun gam Mah", que literalmente se traduce como "Libertad o Muerte". Se realizaban acciones de sabotaje, por ejemplo, cortes de líneas de telégrafo y asaltos a almacenes de provisiones del ejército. También cometieron asesinatos y contraataques a pueblos musulmanes y ayudaron a la población armenia a defenderse durante las purgas ejercidas por los funcionarios otomanos. Por este tipo de acciones el pueblo armenio les apoyó y su fama fue aumentando rápidamente.

### Segunda era constitucional e Irán
Sus actividades cambiaron en el Imperio otomano de la Segunda era constitucional, el Comité de Unión y Progreso (en turco: İttihad ve Terakki Cemiyeti) subió al poder, y durante un tiempo los armenios tuvieron los mismos derechos que los ciudadanos turcos y kurdos del Imperio. La mayor parte de los grupos fedayín se disolvieron, volviendo a sus familias, mientras que otros se marcharon para apoyar la Revolución iraní[cita requerida].

### Primera Guerra Mundial
Algunos grupos fedayín se alistaron en el Ejército del Imperio otomano después de que el gobierno otomano presentara una nueva ley para apoyar la guerra, la cual requería a todos los varones adultos hasta la edad de cuarenta y cinco años para ser reclutados en el ejército o pagar impuestos especiales (que serían destinados al esfuerzo de la guerra) para ser excluidos del servicio militar. Como consecuencia de esta ley, los hombres más sanos fueron expulsados de sus casas, dejando sólo a las mujeres, niños y ancianos. La mayor parte de los reclutas armenios más tarde fueron convertidos en trabajadores de caminos y muchos fueron ejecutados antes del principio del Genocidio armenio.
El genocidio provocó la vuelta de los fedayín. Miles de armenios se alistaron en diferentes ejércitos que luchaban contra el Imperio otomano.
Durante el primer año de la República Democrática de Armenia, la población armenia se desplazó de Anatolia a zonas más seguras, lo que causó que los caminos se obstruyeran con refugiados. En el remoto sudeste (Van), los fedayín ayudaron a la población armenia a resistir al ejército turco hasta abril de 1918, pero al final se evacuó la provincia y se retiraron a Persia. los fedayín pronto se juntaron con el ejército armenio. El general Tovmas Nazarbekian tomó el mando del frente del Cáucaso y otro fedayín, Andranik Toros Ozanian, tomó el mando de Armenia dentro del Imperio otomano. Estos lucharon en numerosas batallas, como en la Batalla de Kara Killisse, la Batalla de Bash Abaran y la Batalla de Sardarapat. Mientras tanto, el general Drastamat Kanayan, otro fedayín, dirigió las tropas en la Guerra Georgia-Armenia 1918.  
El número total de guerrilleros en estas batallas fue de 40-50.000, según Boghos Nubar, el presidente de la "Delegación armenia Nacional".
Boghos Nubar, al igual que una parte de la Delegación armenia, tenía la intención de ampliar las fronteras de la independiente República Democrática de Armenia. Así, él podría haber elevado el número de fedayín que fueran capaz de luchar, para mostrar que los armenios son capaces de defender la frontera entre el Imperio otomano y Armenia. En realidad, el número de guerrilleros en aquel tiempo era mucho menor, habida cuenta de que solo había pequeños grupos de fedayín en la mayor parte de las confrontaciones entre ellos y los soldados turcos. También habría que tener en cuenta que muchos luchadores armenios irregulares murieron en regiones como la Armenia occidental durante el genocidio.
Las bandas de fedayín se disolvieron o se marcharon a la nueva República Socialista Soviética de Armenia.

## Fedayín en otras partes
El 1990 el término fedayín fue usado por los guerrilleros armenios durante el enfrentamiento contra Azerbaiyán por el enclave de Alto Karabaj, que se convertiría en la Guerra de Alto Karabaj.